# Marquardt, Potsdam

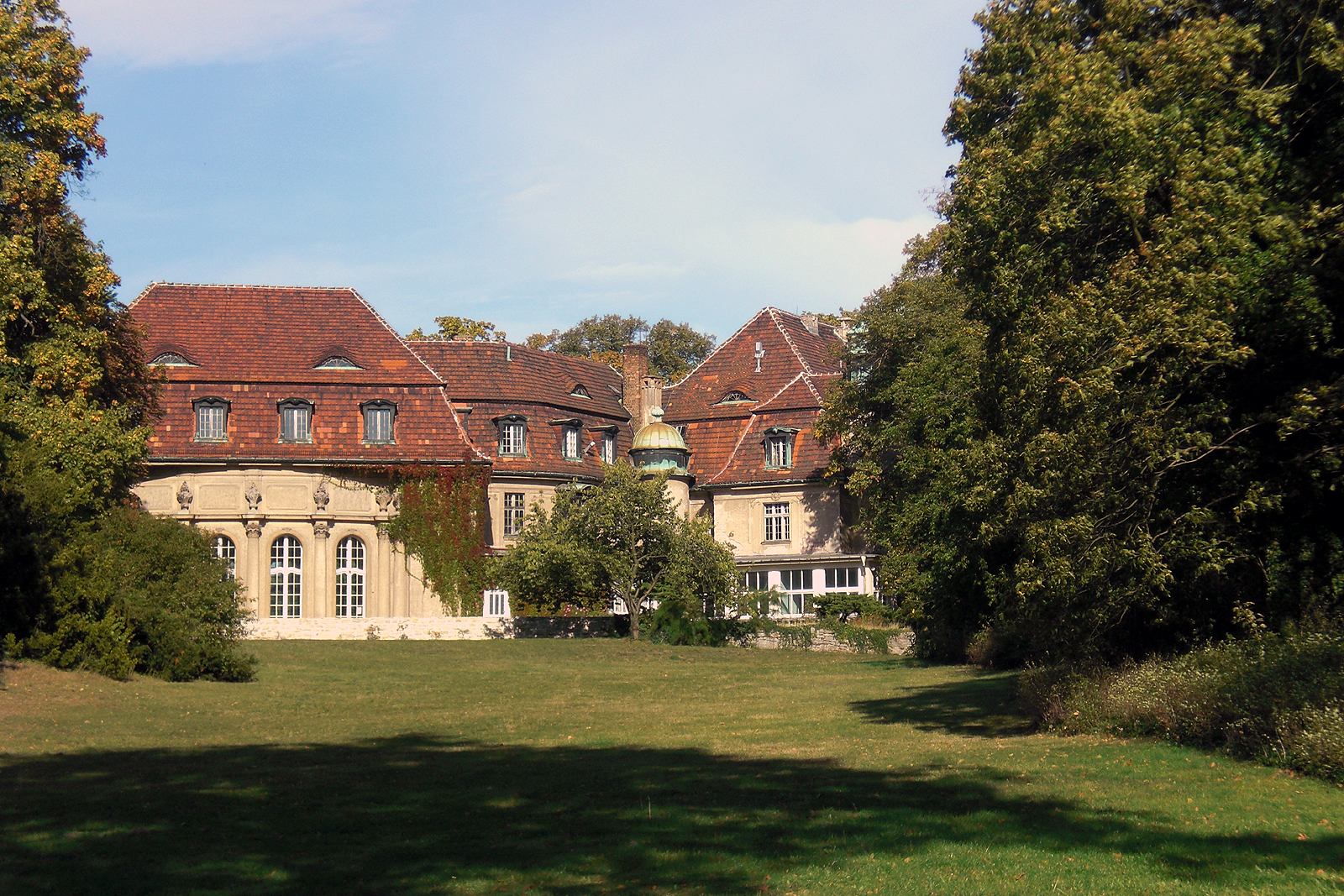
Marquardts slott sett från sjösidan.

Marquardt är en förort och stadsdel i den tyska delstaten Brandenburgs huvudstad Potsdam, belägen i stadskommunens nordvästra del.
Orten var fram till 2003 självständig kommun men införlivades detta år med staden Potsdam. Invånarantalet uppgick till 1 139 invånare i slutet av 2015.

## Kultur och sevärdheter
- Marquardts slott, barockslott från 1700-talet med en slottspark anlagd av Peter Joseph Lenné 1823. Slottet fick sitt nuvarande utseende i en ombyggnad i början av 1900-talet och används idag som bröllopslokal.
- Den nuvarande bykyrkan uppfördes omkring år 1900 i nyromansk stil på platsen för en tidigare bykyrka och ritades av Berlinarkitekten Adolf Stegmüller.

## Kommunikationer
Marquardt ligger vid Berlins ringmotorväg A10 och avfarten Potsdam-Nord, där den korsar Bundesstrasse 273 från Potsdam mot Bernau bei Berlin.
Orten har en järnvägsstation ansluten till banorna Jüterbog–Nauen och Berliner Aussenring, som idag trafikeras med regionaltåg på linjen Potsdam - Golm - Wustermark.